# Lábod
Lábod je vas na Madžarskem, ki upravno spada pod podregijo Nagyatádi Šomodske županije.